# Jérémy Basquaise
Jérémy Basquaise (Saint-Paul, 21 de setembro de 1985) é um jogador francês de futebol de praia. Actua como avançado.[carece de fontes?]